# Arachnothryx latiloba
Arachnothryx latiloba är en måreväxtart som beskrevs av Attila L. Borhidi. Arachnothryx latiloba ingår i släktet Arachnothryx och familjen måreväxter. Inga underarter finns listade i Catalogue of Life.